# Aeropuerto de Hof-Plauen
El Aeropuerto de Hof-Plauen (en alemán: Flughafen Hof-Plauen) (IATA: HOQ, OACI: EDQM) es un aeropuerto que sirve a Hof, una ciudad del estado germano de Baviera. El aeropuerto se encuentra a 3,2 millas náuticas (5,9 km) al suroeste de Hof.

## Instalaciones
El aeropuerto se extiende sobre una colina a 1958 pies (596,8 m) sobre el nivel del mar. Tiene una pista de aterrizaje designada como 09/27 con una superficie de asfalto de 1.480x30 metros.

## Aerolíneas y destinos
- Cirrus Airlines (Fráncfort [Concluye en la primavera de 2011])